# Araguaçu
Araguaçu là một đô thị thuộc bang Tocantins, Brasil. Đô thị này có diện tích 5167,886 km², dân số năm 2007 là 8989 người, mật độ 1,74 người/km².